# Iškuza
Iškuza bzw. Ischkuza ist im 7. Jahrhundert v. Chr. die akkadische Bezeichnung einer nicht näher definierten Region unweit des Zagros-Gebirges und Mannäa. Die eingewanderten Nomaden werden unter Assurbanipal um 665 v. Chr. erstmals als eine Gefahr für Assyrien beschrieben. Als akkadische Völkerbezeichnung erhielten sie den Namen Iškuza-ia/im und werden von der modernen Forschung mit der Bezeichnung Skythen gleichgesetzt.

## Herkunft
Die Herkunft ist nicht geklärt. Die moderne Forschung lässt eine Verwandtschaft mit den Kimmerern vermuten. Eine Gleichsetzung darf jedoch nicht vorgenommen werden, da beide Völker zeitgleich erwähnt werden und eine deutliche Trennung beider Volksstämme erfolgt. Die Namen und ihre Sprache zeigen starke Ähnlichkeiten zur hethitischen, luwischen und ostanatolischen Sprache.

## Iškuza in den Erwähnungen Assurbanipals
Assurbanipal berichtet um 665 v. Chr. von einem heuschreckenartigen Einfall barbarischer Zerstörer, die das Land verwüsteten und verwendete für deren Anführer Dugdamme das assyrische Schimpfwort Gutäer. Gemeinsam mit Urartu, Mannäa und Kimmerien wurde Iškuza in der Liste der feindlichen Staaten genannt. Um 667 v. Chr. bat König Gyges um assyrische Hilfe gegen die umherziehenden Iškuzaia. Assurbanipal folgte dem Hilferuf nicht und vermerkte kurze Zeit später die Gefangennahme von Gyges. Im weiteren Verlauf muss Gyges die Rückeroberung gelungen sein, da zwischen 666 v. Chr. und 650 v. Chr. ein Sieg über die Iškuzaia vermeldet wird.
Ob Assurbanipal den Angriff der Iškuzaia vollständig abwehren konnte, bleibt strittig.
Nach dem Tod des Gyges im Jahr 644 v. Chr. bat sein Sohn und Nachfolger Ardys II. erneut um assyrische Hilfe. Ob dem Gesuch Folge geleistet wurde, konnte nicht geklärt werden. Die schriftliche Überlieferung für Dugdamme endet um 642 v. Chr. mit seinem Tod in Kilikien. Sein Sohn und Nachfolger Sandakkurru (auch Lesung Sandakšatru möglich) wird in einer Hymne an Marduk um 640 v. Chr. genannt, in der Assurbanipal einen endgültigen Sieg über die Iškuzaia erbittet; ein weiterer Beweis, dass die Bedrohung auch in den Jahren nach Tugdamme noch andauerte.
In einer anderen Orakelanfrage an Schamasch werden die Kimmerier und Iškuzaia gemeinsam genannt, die zu diesem Zeitpunkt die Provinzen Bit Hamban und Parsumaš belagerten und angriffen.